# La donna serpente (Oper)
La donna serpente (Op. 50; deutsche Titel: Die Frau als Schlange, Die Schlangenfrau, Frau Schlange oder Frau und Schlange) ist eine Märchenoper (Originalbezeichnung: „Opera fiaba“) in einem Prolog und drei Akten von Alfredo Casella. Das Libretto von Cesare Vico Lodovici basiert auf der gleichnamigen Fabel von Carlo Gozzi. Die Uraufführung fand am 17. März 1932 im Teatro Reale dell’Opera in Rom statt.

## Handlung
Die Oper spielt in einer Märchenzeit in Téflis und den Bergen des Kaukasus.

### Prolog
Gärten der Feen
Die Fee Miranda, Lieblingstochter des Feenkönigs Demogorgòn, verursacht große Unruhe unter den Gnomen, Kobolden, Driaden und anderen Fabelwesen im Reich, da sie einen Sterblichen heiraten will. Für Altidor, den König von Téflis, ist sie bereit, ihre Unsterblichkeit aufzugeben. Ihr Vater kann sie nicht umstimmen. Zudem ist Altidor ein Schützling des Zauberers Geònca und des Hohepriesters Checsaia. Demogorgòn stellt seiner Tochter jedoch die Bedingung, zunächst neun Jahre und einen Tag mit Altidor zusammenzuleben, ohne ihm ihre wahre Identität zu offenbaren. Anschließend muss Altidor schwören, Miranda trotz aller Schicksalsschläge unter keinen Umständen zu verfluchen. Wenn er diese Prüfung besteht, erhält er sie zur Frau. Sollte er jedoch den Schwur brechen, wird Miranda für 200 Jahre in eine Schlange verwandelt und soll anschließend zu ihrem Vater zurückkehren. Miranda akzeptiert die Bedingungen.

### Erster Akt
Erstes Bild: Schreckliche Wüste, von hohen Felsen umgeben
Szene 1 „Alditrúfs Erzählung“. Neun Jahre später erzählt der königliche Bogenschütze Alditrúf dem Diener Albrigòr, wie König Altidor Miranda während einer Jagd nach einer Hirschkuh in einem verwunschenen Schloss kennengelernt hatte. Die beiden verliebten sich, heirateten und bekamen zwei Kinder: Mirtillina und Bedridino. Doch das Schloss verschwand mitsamt Miranda und den Kindern, als sich Altidor nach ihrer Herkunft erkundigte. Seit dieser Zeit reist der König mit seinem Erzieher Pantúl auf der Suche nach ihnen ruhelos durch das Land.
Szene 2. Pantúl drängt den trübsinnigen König vergeblich, wieder in seine Hauptstadt Téflis zurückzukehren, da das Reich von den Tartaren bedroht werde.
Szene 3 „Magische Szene“. Nachdem sich Altidor verabschiedet hat, bringen zwei große blaue Libellen im Auftrag Geòncas den Minister Tògrul und dessen Untergebenen Tartagíl herbei. Auch diese wollen den König zur Heimkehr überreden. Sie besprechen ihren Plan zunächst mit Pantúl und verstecken sich, als sich Altidor wieder nähert. Vor diesem erscheint ein reich gedeckter Tisch, und eine Stimme fordert ihn auf, davon zu essen. Doch der erschöpfte Altidor zeigt kein Interesse an einer Mahlzeit, sondern legt sich schlafen. Eine dröhnende Stimme weckt ihn wieder.
Szene 4. In Gestalt des Hohepriesters Checsaia versucht Pantúl ihm einzureden, dass Miranda eine böse Zauberin sei. Altidor solle sie aufgeben und heimkehren. Altidor bleibt unnachgiebig. Daraufhin gibt sich Tògrul als Geist seines verstorbenen Vaters aus und warnt ihn ebenfalls vor Miranda. Altidor ist unsicher. Als er versucht, den beiden die Hand zu reichen, schwindet der Zauber. Altidor erkennt ihre wahre Identität, jagt sie zornig fort und ruft verzweifelt nach Miranda.
Zweites Bild: Garten am Königspalast Mirandas
Szene 5. Während Altidor sich traurigen Gedanken überlässt, verwandelt sich die Wüste in einen schönen Garten neben einem Schloss. Miranda erscheint inmitten ihrer Hofdamen. Sie ermahnt Altidor, die folgenden schweren Zeiten durchzuhalten. Auch wenn er schreckliche Dinge sehen werde, dürfe er sie nicht verfluchen. Altidor schwört dies gegen ihren ausdrücklichen Rat (Miranda will das Schicksal nicht herausfordern). Sie verabschiedet sich tränenreich von ihrem Gatten, verspricht aber, dass er seine Kinder morgen wiedersehen werde. Der Palast verschwindet wieder, und Altidor bleibt allein in der Wüste zurück.

### Zweiter Akt
Erstes Bild: Die Wüste wie im ersten Akt. Morgendämmerung
Szene 1. Alditrúf erzählt Albrigòr von einem schweren Erdbeben in der vergangenen Nacht. Sie beruhigen sich schnell wieder und fangen an zu tanzen. Pantúl und Tartagíl kommen hinzu und berichten von weiteren unnatürlichen Geschehnissen und bösen Vorzeichen. Die vier geraten allmählich in Panik. Hinter der Szene sind die Stimmen einer Gruppe von Ammen zu hören, die nach dem König suchen.
Szene 2. König Altidor und Tògrul treten auf. Die Ammen und deren Anführerin (La corifèa) bringen Nachricht von seinen Kindern und Miranda, die als Königin in einem fernen Palast herrscht. Bevor eine unbekannte Macht die Ammen in die Wüste versetzte, konnten sie noch beobachten, wie Miranda geweint und ihre Kinder schmerzerfüllt umarmt hatte. Die Anwesenden versprechen dem König ihre Unterstützung, doch ein furchtbares Erdbeben erfüllt alle erneut mit Schrecken.
Szene 3. Ein Felsen mit Miranda und ihren Kindern erscheint. Sie und Altidor begrüßen sich freudig. Doch dann treten Mirandas Soldaten auf. Flammen lodern um den Felsen. Miranda verabschiedet sich von Mirtillina und Bedridino und befiehlt den Soldaten, die Kinder ins Feuer zu werfen. Die Erscheinung verschwindet wieder. Trotz seines Entsetzens verflucht Altidor nicht Miranda, sondern sich selbst.
Zweites Bild: Großer Saal im Königspalast in Téflis
Szene 4. Im von den Tartaren belagerten Téflis schlägt die Amazone Canzade den Priestern und Soldaten vor, während der Abwesenheit des Königs dessen siegreiche Schwester Armilla (die Gattin Tògruls) zur Regentin zu ernennen. Diese tritt mit kriegerischem Gefolge auf und berichtet von ihrem Kampf gegen den Tartarenkönig Morgone. Armilla ist bereit, die Verteidigung fortzusetzen. Alle feiern mit Tanz und Gesang. In einer Ballett-Szene kämpfen die Truppen Morgones mit denen Armillas.
Szene 5. Noch während die Einwohner von Téflis feiern, trifft ein Bote ein: Die Tartaren seien vor den Toren der Stadt angekommen. Zudem leide das Volk unter einer Hungersnot, der bereits tausende Einwohner zum Opfer gefallen seien. Der für die Versorgung zuständige Minister Badúr sei noch nicht eingetroffen. Endlich treffen König Altidor und Tògrul ein. Altidor ist entsetzt über die Lage in der Stadt, doch wieder verflucht er nicht Miranda, sondern sich selbst. Da kommt auch noch Badúr mit der Nachricht, dass Miranda die von ihm beschafften Lebensmittel in den Fluss geworfen und somit vernichtet habe. Nun kann Altidor sich nicht länger zurückhalten. Er verflucht Miranda. Blitze und Erdbeben kommentieren seinen Eidbruch. Allgemeines Entsetzen bricht aus.
Szene 6. In diesem Moment erscheint Miranda selbst. Nachdem sie sich die Vorwürfe Altidors angehört hat, erzählt sie ihm ihre Vorgeschichte (den Prolog der Oper). Sie musste den Mord an den Kindern auf Anweisung ihres Vaters Demogorgòn vortäuschen, um die Treue ihres Gatten zu prüfen. Die von ihr vernichteten Lebensmittel waren zuvor von dem verräterischen Badúr vergiftet worden. Doch nun habe Altidor seinen Schwur gebrochen, und sie müsse die Folgen auf sich nehmen. Allerdings bestehe immer noch Hoffnung, dass Altidor das Schicksal wenden könne. Während Miranda sich allmählich in eine Schlange verwandelt, beklagt sie ihr Schicksal in einem Lamento (Quintett mit Doppelchor) und bittet darum, ihren Kindern die Wahrheit zu verschweigen. Nachdem die Ammen Mirtillina und Bedridino hereingeführt haben, teilt Tògrul ihnen mit, dass ihre Mutter auf einer Wolke aus Blüten fortgeflogen sei und bald zurückkehren werde.

### Dritter Akt
Szene 1. Hinter geschlossenem Vorhang beklagt Miranda ihr Los, die nächsten 200 Jahre als Schlange leben zu müssen. Ein unsichtbarer Chor tröstet sie damit, dass sich das Schicksal wenden werde.
Erstes Bild: Palast in Téflis
Szene 2. Das Volk feiert mit Armilla und Canzade Altidors endgültigen Sieg über die Tartaren. Pantúl und Tartagíl kommen hinzu, kurz darauf auch der König selbst. Doch Altidor kann nicht in den Jubel einstimmen. Seine Gedanken gelten Miranda. Da erscheint Mirandas Schwester, die Fee Farzana. Sie teilt Altidor mit, dass sich Miranda auf einem Gipfel des Kaukasus befinde und verkündet, dass Demogorgòn Altidor noch eine Chance geben wolle, ihr Schicksal zu ändern. Obwohl alle Anwesenden ihn davor warnen, Farzana zu vertrauen, macht er sich mit ihr auf den Weg. Das Volk, das den König nicht im Stich lassen möchte, folgt.
Während eines kurzen Zwischenspiels für den Szenenwechsel unterrichtet der Zauberer Geònca den Feenkönig Demogorgòn davon, dass er Altidor unterstützen wolle.
Zweites Bild: Zwei durch eine Schlucht getrennte Hochebenen; auf der einen eine Gruft in Form eines Tempels
Szene 3. König Altidor, Farzana und das Volk mit Armilla und Canzade nähern sich dem Tempel, in dem Miranda von drei Ungeheuern – dem Riesen Giaromiro, dem Einhorn Liocorno und dem Stier Ignivomo – gefangengehalten wird. Farzana zeigt Altidor einen Gong neben dem Tempel und den dazugehörigen Schlegel auf dem Boden. Nachdem Altidor den Gong geschlagen hat, erscheinen nacheinander die drei Ungeheuer. Altidor kann sie glücklich im Kampf (einer Tanzszene) besiegen. Dann stürzt er auf den Tempel zu, aus dem inzwischen Flammen lodern. Durch seine Schläge stürzt der Tempel ein. Eine riesige Schlange flieht heraus und verbrennt augenblicklich zu Asche.
Drittes Bild: Wie zuvor, im Hintergrund Mirandas Königspalast und Garten
Szene 4. Nachdem sich der Rauch verzogen hat, wird das Reich Mirandas sichtbar. Miranda und Altidor sind wieder vereint. Die Ammen führen auch ihre beiden Kinder herein. Während sich die Familie glücklich in die Arme schließt, feiern Alditrúf, Tartagíl, Albrigòr, Pantúl, Tògrul und das Volk den glücklichen Ausgang.

## Gestaltung

### Instrumentation
Die Orchesterbesetzung der Oper enthält die folgenden Instrumente:
- Holzbläser: drei Flöten (3. auch Piccolo), zwei Oboen, Englischhorn, Klarinetten in Es und D, B-Klarinette in B, drei Fagotte, Kontrafagott
- Blechbläser: vier Hörner, drei Trompeten, zwei Tenorposaunen, Bassposaune, Basstuba
- Kleine Pauke, drei Pauken
- Schlagzeug (4–6 Spieler):
  - Celesta, Glockenspiel, Xylophon
  - Kleine Trommel, Ratsche, Rührtrommel
  - Tamburin, Kastagnetten, Triangel, Tamtam
  - Becken, Große Trommel mit zwei Becken
- Orgel
- Harfe
- Streicher mit fünfsaitigen Kontrabässen
- Bühnenmusik:
  - drei Trompeten
  - drei Tenorposaunen
  - Schlagzeug: Tamtam, Becken, kleine Trommel, Rührtrommel, echte Glocken (nur ersatzweise Röhrenglocken) in a’, b’, h’, c’’, d’’, es’’, e’’, f’’ und g’’, Sturmglocke, Donner

### Musik
Casellas Musik ist weder im Wagnerschen Sinne durch Leitmotive geprägt noch vom Verismo der vorhergehenden Generation beeinflusst. Ihm ging es mehr um eine „Erneuerung aus mediterranem Geist“ sowie um ein „phantastisches Theater, in dem es einer Begründung des singenden Menschen auf der Bühne nicht mehr bedarf“. Anklänge finden sich allerdings bei anderen Werken nach Vorlagen Gozzis wie den Turandot-Opern von Puccini (→ Turandot (Puccini)) oder Busoni (→ Turandot (Busoni)) sowie Sergei Prokofjews Die Liebe zu den drei Orangen. Casella selbst bekannte sich auch zu den Märchenopern von Nikolai Rimski-Korsakow. Weitere Wurzeln finden sich in älteren italienischen Werken zwischen Claudio Monteverdi und Gioachino Rossini.
Vor allem in den magischen Szenen ist die Instrumentierung fantasievoll. Dem Chor ist eine große Bedeutung beigemessen. Tatsächlich war das Werk ursprünglich als „Chorballett“ geplant. Ein Höhepunkt der Oper ist Mirandas Lamento zu Beginn des dritten Akts, das geradezu „neo-madrigalistische“ Züge trägt. Der Großteil der Musik ist schnell-bewegt drängend, teils im neobarocken Stil, teils in ihrer Leichtigkeit an Rossini erinnernd. Den von der Commedia dell’arte abgeleiteten Figuren Alditrúf, Albrigòr, Pantúl und Tartagíl sind in den ersten beiden Akten burleske Buffo-Szenen zugewiesen. Das Liebespaar Miranda/Altidor erinnert dagegen eher an die Opera seria.
In der Partitur gibt es einige Abschnitte, die durch ihre Bezeichnung als „Aria“, „Duetto“ oder ähnlich Casellas Abkehr von der durchkomponierten Form der vorangegangenen Generation zeigen. Doch handelt es sich dabei nicht wirklich um diese musikalischen Formen. Die Namen sind eher programmatisch gedacht.
Der Musikwissenschaftler Horst Weber bewertet in seinem Beitrag in Pipers Enzyklopädie des Musiktheaters die konzeptionellen Ziele Casellas wie die „Lockerung des Verhältnisses von Handlung und Musik“ und den „ergötzliche[n] Umgang mit Italiens großer musikalischer Vergangenheit“ als „Ausdruck jenes ‚naiven‘ Nationalismus […], der gelegentlich als Entschuldigung für Casellas Koexistenz mit dem Faschismus reklamiert wurde“.

### Libretto
Das Libretto stammt von Cesare Vico Lodovici. Es basiert auf der gleichnamigen Fabel von Carlo Gozzi. Im Vergleich zur Vorlage wurden die Rollennamen verändert. Aus „Farruscad“ wurde „Altidor“, und aus „Cherestani“ „Miranda“. Einige Namen entstammen der Commedia dell’arte, wurden jedoch exotisch verfremdet („Pantaleone“ → „Pantúl“, „Truffaldino“ → „Alditrúf“, „Brighella“ → „Albrigòr“, „Tartaglia“ →  „Tartagíl“).
Gozzis Fabel war auch eine der Quellen von Richard Wagners erster Oper Die Feen. Während Wagner jedoch das Sujet zur „Tragödie des Künstlers, der gegen buchstäblich versteinerte Verhältnisse ansingt“ umdeutete, finden sich bei Lodovici keine entsprechenden Hinweise. Das Frageverbot, das Wagner später auch ins Zentrum seines Lohengrin stellte, kommt in beiden Fassungen vor.

## Werkgeschichte
La donna serpente ist Casellas erste Oper. Nachdem er sich bereits seit Anfang der 1920er Jahre mit dem Sujet beschäftigt hatte, komponierte er sie laut Angabe in der Partitur zwischen dem 16. Oktober 1928 und dem 22. Oktober 1931.
Die Uraufführung fand am 17. März 1932 im Teatro Reale dell’Opera in Rom unter der Leitung des Komponisten statt. Die Regie hatte Giovacchino Forzano, die Choreographie stammte von Nicola Guerra und das Bühnenbild von Cipriano Efisio Oppo und Ettore Polidori. Es sangen Antonio Melandri (Altidor), Laura Pasini (Miranda), Maria Serra Massara (Armilla), Anna Maria Martucci (Farzana), Ninì Giani (Canzade), Alessio De Paolis (Alditrúf), Adolfo Pacini (Albrigòr), Gino Vanelli (Pantúl), Luigi Nardi (Tartagíl), Giorgio Lanskoy (Tògrul), Giovanni Inghilleri (Demogorgòn), Matilde Arbuffo (La corifèa), Duilio Baronti (Stimme in der Wüste und Geònca), Anna Maria Mariani (Smeraldina), Millo Marucci (Badúr), Piero Passarotti (Bote 1 und Il corifèo), Augusto Prot (Bote 2). Die Aufführung war trotz des hohen Unterhaltungswerts der Oper kein großer Erfolg.
Die deutsche Erstaufführung fand 1934 in Mannheim in einer Übersetzung von Hans Ferdinand Redlich statt.
Das Werk wurde auch in Italien nur selten auf die Bühne gebracht, jedoch öfters im Radio gespielt. 1982 gab es eine effektvolle Neuproduktion in Palermo. Im April 2016 wurde das Werk im Rahmen des „Festival Alfredo Casella“ im Teatro Regio di Torino gespielt. Ein Mitschnitt wurde im italienischen Fernsehen und auch im deutschen Radio übertragen.

## Aufnahmen
- 1959 – Fernando Previtali (Dirigent), Chor und Orchestra Sinfonica della RAI di Milano.
 Mirto Picchi (Altidor), Magda Laszlo (Miranda), Lauro Londi (Armilla), Renata Mattioli (Farzana), Aldo Bertocci (Alditrúf), Renato Ercolani (Tartagíl), Plinio Clabassi (Tògrul).
 Sendung der RAI am 14. Juni 1959.
 FIORI FI-1266 (CD).[7][8]
- Juli 2014 – Fabio Luisi (Dirigent), Arturo Cirillo (Regie), Dario Gessati (Bühne), Gianluca Falaschi (Kostüme), Giuseppe Calabrò (Licht), Riccardo Olivier (Choreografie), Orchestra Internazionale d’Italia, Chor der Staatsphilharmonie „Transylvania“ von Cluj-Napoca.
 Angelo Villari (Altidor), Zuzana Marková (Miranda), Vanessa Goikoetxea (Armilla), Anta Jankovska (Farzana), Candida Guida (Canzade), Simon Edwards (Alditrúf), Domenico Colaianni (Albrigòr), Pavol Kuban (Pantúl), Timothy Oliver (Tartagíl), Davide Giangregorio (Tògrul), Carmine Monaco (Demogorgòn), Carolina Lippo (La corifèa, Stimme in der Wüste und Smeraldina), Giorgio Celenza (Badúr und Il corifèo), Rocco Cavalluzzi (Bote 1 und Geònca), Francesco Castoro (Bote 2).
 Video; live vom Festival della Valle d’Itria aus dem Palazzo Ducale, Martina Franca.
 Bongiovanni AB 20031 (DVD).[9]
- 14. April 2016 – Gianandrea Noseda (Dirigent), Chor und Orchester des Teatro Regio di Torino.
 Piero Pretti (Altidor), Carmela Remigio (Miranda), Erika Grimaldi (Armilla), Francesca Sassu (Farzana), Anna Maria Chiuri (Canzade), Francesco Marsiglia (Alditrúf), Marco Filippo Romano (Albrigòr), Roberto di Candia (Pantúl), Fabrizio Paesano (Tartagíl), Fabrizio Beggi (Tògrul), Sebastian Catana (Demogorgòn), Kate Fruchterman (Smeraldina), Donato di Gioia (Badúr).
 Audio- und Videomitschnitt vom Festival Alfredo Casella aus dem Teatro Regio di Torino.[10][11]